# Locomotiva SNCF BB 25500
La locomotiva BB 25500 delle ferrovie francesi (SNCF) era una locomotiva elettrica bicorrente costruita in tre serie dalla Alsthom in 194 esemplari entrati in servizio dal 1964 al 1976 per l'esercizio sulle linee elettrificate con tensione di 1,5 kV a corrente continua e di 25 kV a 50 Hz corrente alternata. Tutte le macchine sono state ritirate dal servizio, l'ultima delle quali il 13 gennaio 2021.

## Caratteristiche
Le locomotive fanno parte di una serie molto importante, le “BB Alsthom”, infatti oltre alle 194 locomotive BB 25500, si contano anche le numerose “sorelle” e “cugine”: 146 BB 8500 versione a 1,5 kV a corrente continua, 105 BB 17000, versione a  25 kV a 50 Hz corrente alternata, 294 BB 16500 e 13 BB 20200.  
Locomotive bicorrente di media potenza, erano macchine versatili per eccellenza che potevano raggiungere velocità di 140 km/h per i treni delle linee principali come Corail o TER, ma i difetti alla loro sospensione, che valse loro il soprannome di "ballerine", comune ai BB Alsthom, li confinava a viaggi brevi.
Le macchine a partire dall'unità numerata 25588 erano dotate di una cabina più grande e un'unica grande griglia di ventilazione nella parte inferiore, invece di diverse piccole griglie quadrate.